# Filmfare Awards (1991)
36-я церемония награждения Filmfare Awards прошла в городе Бомбей 9 мая 1991 года. На ней были отмечены лучшие киноработы на хинди, вышедшие в прокат до конца 1990 года.
На этой церемонии были впервые вручены награды за «Лучшую роль по мнению критиков» и за «Вклад в кинематограф». Обладателем последней стал Амитабх Баччан.

## Список лауреатов и номинантов
Лауреаты премии в игровых и музыкальных категориях выделены полужирным шрифтом на золотом фоне, а также, по возможности, представлены фотографиями.

### Основные премии
| Категории                         | Фото лауреатов                      | Лауреаты и номинанты                                           | Фильмы                                                   | Роли                                                     |
| --------------------------------- | ----------------------------------- | -------------------------------------------------------------- | -------------------------------------------------------- | -------------------------------------------------------- |
| Лучший фильм                      | Лучший фильм                        | • «Огненный путь» (реж. Мукул С. Ананд, прод. Яш Джохар)       | • «Огненный путь» (реж. Мукул С. Ананд, прод. Яш Джохар) | • «Огненный путь» (реж. Мукул С. Ананд, прод. Яш Джохар) |
| Лучший фильм                      | Лучший фильм                        | • «Сердце» (реж. и прод. Индра Кумар)                          |                                                          |                                                          |
| Лучший фильм                      | Лучший фильм                        | • «Путь долга» (реж. Рави Раджа Пинисетти, прод. Аллу Аравинд) |                                                          |                                                          |
| Лучший фильм                      | Лучший фильм                        | • «Голубая река» (реж. Раджкумар Сантоши, прод. Дхармендра)    |                                                          |                                                          |
| Лучшая режиссёрская работа        |                                     | • Махеш Бхатт                                                  | «Жизнь во имя любви»                                     | «Жизнь во имя любви»                                     |
| Лучшая режиссёрская работа        | • Мукул С. Ананд                    | «Огненный путь»                                                | «Огненный путь»                                          |                                                          |
| Лучшая режиссёрская работа        | • Рави Раджа Пинисетти              | «Путь долга»                                                   | «Путь долга»                                             |                                                          |
| Лучшая режиссёрская работа        | • Раджкумар Сантоши                 | «Голубая река»                                                 | «Голубая река»                                           |                                                          |
| Лучшая мужская роль               |                                     | • Аамир Хан                                                    | «Сердце»                                                 | Раджа                                                    |
| Лучшая мужская роль               | • Амитабх Баччан                    | «Огненный путь»                                                | Виджай Динат Чаухан                                      |                                                          |
| Лучшая мужская роль               | • Чирандживи                        | «Путь долга»                                                   | Сидхарт                                                  |                                                          |
| Лучшая мужская роль               | • Санни Деол                        | «Голубая река»                                                 | Аджай Мехра                                              |                                                          |
| Лучшая женская роль               |                                     | • Хема Малини                                                  | «Rihaee»                                                 | Таку                                                     |
| Лучшая женская роль               | • Джухи Чавла                       | «Путь долга»                                                   | свидетельница Шанти                                      |                                                          |
| Лучшая женская роль               | • Минакши Шешадри                   | «Jurm»                                                         | Мина Ш. Варма                                            |                                                          |
| Лучшая женская роль               | • Мадхури Дикшит                    | «Сердце»                                                       | Мадху Мехра                                              |                                                          |
| Лучшая мужская роль второго плана |                                     | • Анупам Кхер                                                  | «Сердце»                                                 | Хазари Прасад                                            |
| Лучшая мужская роль второго плана | • Митхун Чакраборти                 | «Огненный путь»                                                | Кришнан Айер                                             |                                                          |
| Лучшая мужская роль второго плана | • Ом Пури                           | «Голубая река»                                                 | Джо де Соуза                                             |                                                          |
| Лучшая мужская роль второго плана | • Рами Редди                        | «Путь долга»                                                   | гангстер                                                 |                                                          |
| Лучшая женская роль второго плана |                                     | • Радхика                                                      | «Настоящий Арджун»                                       | Лаксми                                                   |
| Лучшая женская роль второго плана | • Рима Лагу                         | «Жизнь во имя любви»                                           | миссис Викрам Рой                                        |                                                          |
| Лучшая женская роль второго плана | • Сангита Биджлани                  | «Jurm»                                                         | Гита Сарабхай                                            |                                                          |
| Лучшая женская роль второго плана | • Рохини Хаттангди                  | «Огненный путь»                                                | Сухасини Чаван                                           |                                                          |
| Лучший дебют                      | Премия за лучший дебют не вручалась | Премия за лучший дебют не вручалась                            | Премия за лучший дебют не вручалась                      | Премия за лучший дебют не вручалась                      |
| Lux New Face of the Year          |                                     | • Пуджа Бхатт                                                  | «Папочка»                                                | Пуджа                                                    |
| Лучшее исполнение комической роли |                                     | • Кадер Хан                                                    | «Baap Numbri Beta Dus Numbri»                            | Раман                                                    |
| Лучший сюжет                      |                                     | • Раджкумар Сантоши                                            | «Голубая река»                                           | «Голубая река»                                           |

### Музыкальные премии
| Категории                       | Фото лауреатов       | Лауреаты и номинанты | Фильмы               | Песни             |
| ------------------------------- | -------------------- | -------------------- | -------------------- | ----------------- |
| Лучшая музыка к песне           |                      | • Ананд-Милинд       | «Революционер»       | «Революционер»    |
| Лучшая музыка к песне           | • Ананд-Милинд       | «Сердце»             | «Сердце»             |                   |
| Лучшая музыка к песне           | • Баппи Лахири       | «Настоящий Арджун»   | «Настоящий Арджун»   |                   |
| Лучшая музыка к песне           | • Надим-Шраван       | «Жизнь во имя любви» | «Жизнь во имя любви» |                   |
| Лучшие слова к песне            |                      | • Рани Малик         | «Жизнь во имя любви» | «Dheere Dheere»   |
| Лучшие слова к песне            | • Самир              | «Сердце»             | «Na Jaane Kahan Se»  |                   |
| Лучшие слова к песне            | • Самир              | «Жизнь во имя любви» | «Nazar Ke Saamne»    |                   |
| Лучший мужской закадровый вокал |                      | • Амит Кумар         | «Революционер»       | «Kaisa Lagta Hai» |
| Лучший мужской закадровый вокал | • Кумар Сану         | «Жизнь во имя любви» | «Ab Tere Bin»        |                   |
| Лучший мужской закадровый вокал | • Суреш Вадкар       | «Сердце»             | «O Priya»            |                   |
| Лучший женский закадровый вокал |                      | • Анурадха Паудвал   | «Жизнь во имя любви» | «Nazar Ke Saamne» |
| Лучший женский закадровый вокал | • Анурадха Паудвал   | «Сердце»             | «Na Jaane Kahan Se»  |                   |
| Лучший женский закадровый вокал | • Кавита Кришнамурти | «Революционер»       | «Chandni Raat»       |                   |

### Премии критиков
| Категории                   | Фото лауреатов              | Лауреаты                          | Фильмы                            | Роли                              |
| --------------------------- | --------------------------- | --------------------------------- | --------------------------------- | --------------------------------- |
| Лучший художественный фильм | Лучший художественный фильм | • «Городок» (реж. Кумар Шахани)   | • «Городок» (реж. Кумар Шахани)   | • «Городок» (реж. Кумар Шахани)   |
| Лучшая роль                 |                             | • Анупам Кхер                     | «Папочка»                         | отец-алкоголик Ананд              |
| Лучший документальный фильм | Лучший документальный фильм | • «Amjad Ali Khan» (реж. Гульзар) | • «Amjad Ali Khan» (реж. Гульзар) | • «Amjad Ali Khan» (реж. Гульзар) |

### Технические премии
| Категории                            | Лауреаты         | Фильмы                  |
| ------------------------------------ | ---------------- | ----------------------- |
| Лучший диалог                        | • Сурадж Саним   | «Папочка»               |
| Лучший сценарий                      | • Басу Чаттерджи | «Kamla Ki Maut»         |
| Лучший монтаж                        | • В. Н. Майекар  | «Голубая река»          |
| Лучшая операторская работа           | • Раджан Котхари | «Голубая река»          |
| Лучшая хореография                   | • Сародж Хан     | «Sailaab» («Humko Aaj») |
| Лучшая работа художника-постановщика | • Нитиш Рой      | «Голубая река»          |
| Лучший звук                          | • Э. Рудра       | «Azaad Desh Ke Gulam»   |

## Наибольшее количество номинаций и побед
- «Голубая река» – 8 (7)
- «Сердце» – 8 (1)
- «Жизнь во имя любви» – 7 (4)
- «Огненный путь» – 5 (2)
- «Pratibandh» – 5 (0)